# Bibio crassipes
Bibio crassipes är en tvåvingeart som beskrevs av Oswald Duda 1930. Bibio crassipes ingår i släktet Bibio och familjen hårmyggor.
Artens utbredningsområde är Finland. Inga underarter finns listade i Catalogue of Life.